# Aurelius Victor
Sextus Aurelius Victor (khoảng 320 – khoảng 390) là một sử gia và chính khách sống dưới thời Đế quốc La Mã. Ông chính là tác giả của bộ La Mã sử lược nhan đề De Caesaribus kể về thời kỳ từ Augustus cho đến Constantius II. Tác phẩm này được xuất bản vào năm 361. Dưới thời hoàng đế Julianus (361-363), Victor được phong làm thống đốc xứ Pannonia Secunda, đến năm 389 thì nhậm chức đô trưởng (urban prefect), một chức quan cấp cao trong triều ở Roma.

## Tác phẩm
Bốn tác phẩm lịch sử nhỏ dưới đây đều được gán do ông làm. Nhưng chỉ có tác quyền cuốn De Caesaribus thì mới đảm bảo chắc chắn là của ông:
1. Origo Gentis Romanae
2. De Viris Illustribus Romae
3. De Caesaribus (mà Aurelius Victor có sử dụng quyển Enmannsche Kaisergeschichte)
4. Epitome de Caesaribus (thường bị nhầm do Victor viết)

Bốn cuốn nói chung đã được xuất bản cùng nhau dưới cái tên Historia Romana, nhưng phần thứ tư tuyên bố là được làm lại từ cuốn thứ ba. Cuốn thứ hai lần đầu tiên được in ở Napoli vào khoảng năm 1472, gồm bốn tập, theo tên của Pliny Trẻ, và cuốn thứ tư được in ở Strasbourg vào năm 1505. Bốn cuốn sử về sau mới có ấn bản đầu tiên là của Andreas Schottus (8 tập, Antwerp, 1579). Một ấn bản mới De Caesaribus do Pierre Dufraigne thực hiện (Collection Budé, 1975).